# フィアモンガリング
フィアモンガリング（英語: fearmongering）あるいはスケアモンガリング（英語: scaremongering）は、危険が差し迫っているという誇張された噂を利用して恐怖心を引き起こす情報操作の一形態である。

## 理論
進化心理学によれば、人間は危険を認識することが進化の歴史を通じて生存のために重要であったため、危険に注意を払う強い衝動を持っている。この効果はニュースメディアが危険に関するニュースに対する私たちの欲求に応えるとき、文化的進化によって増幅される。
アテンション・エコノミーによれば、市民の注意はニュースメディア、政治運動家、社会改革者、広告主、市民社会組織、文化的イベントメーカーが激しく争っている資源である。
あらゆる種類の社会的エージェントは、この注目のための競争における戦術として、しばしば恐怖を煽ることを使用している。
フィアモンガリングは強い心理的効果を持つことができ、それは意図的である場合もあれば、意図的でない場合もある。仮定された効果の1つは、人々が世界を実際よりも危険であると認識するミーンワールド症候群である。恐怖心を煽ることによって、人々は間違ったものを恐れ、稀で可能性の低い危険を避けるために過剰な量の資源を使い、より起こりやすい危険は無視されるようになることがある。例えば一部の親は生活習慣病や交通事故などのより一般的な危険にはあまり注意を払わず、誘拐を防ぐために子どもを家に置いている。恐怖を煽ることは旗の下への結集効果を生み、現職の政治指導者への支持を高めることができる。例えばテロ攻撃のリスクに関する公式の警告はアメリカ大統領に対する支持の上昇につながった。
集団的恐怖は権威主義的なメンタリティ、強いリーダーへの欲求、厳しい規律、懲罰性、不寛容、外国人恐怖症、民主主義の減少を生み出す可能性がある。歴史的にこの効果は権威主義的な政府への支持を高め、民主化を回避し、国民を戦争に備えるなどの目的のために多くの国の政治家によって利用されてきた。

## 事例

### 心理戦
恐怖を煽ることは、ターゲットとなる人々に影響を与える目的で、心理戦において日常的に行われている。この戦術には、しばしば中傷キャンペーンによる敵の中傷が含まれる。トンキン湾事件、マイニラ砲撃事件、ヒムラー作戦など、開戦の口実として偽旗攻撃が使われたケースも多い。
テロは一種の心理戦である。メディアの注目を集めるため、あるいは敵を脅かすために暴力と恐怖を作り出すことである。
注目すべき戦術はいわゆる緊張の戦略である。この戦略は、政治的な不安定さを生み出すため、相手を中傷するため、より権威主義的またはファシスト的な政府への道を開くため、あるいは植民地の解放を阻止するために暴力と混乱を引き起こすことに基づいている。緊張の戦略は、特にイタリアで1960年代から1980年代にかけて起こったいわゆる「鉛の時代」における広範な政治的暴力と関連している。この時期、イタリアでは多くのテロが発生した。これらの攻撃のなかには、右翼やネオ・ファシストのグループによるものもあれば、左翼のグループに起因するものもあった。左翼と見られる攻撃の多くは偽旗作戦と疑われたり、確認されたものであった。イタリアにおける緊張の戦略の主な目的は、共産党が権力を得るのを阻止し、ネオ・ファシスト政権への道を開くことであった。歴史家は誰が緊張の戦略をコントロールしていたのかについて意見が分かれるが、国内のネオ・ファシストグループと外国勢力の両方が関与していたという証拠がある。